# Herz Jesu (Velburg)

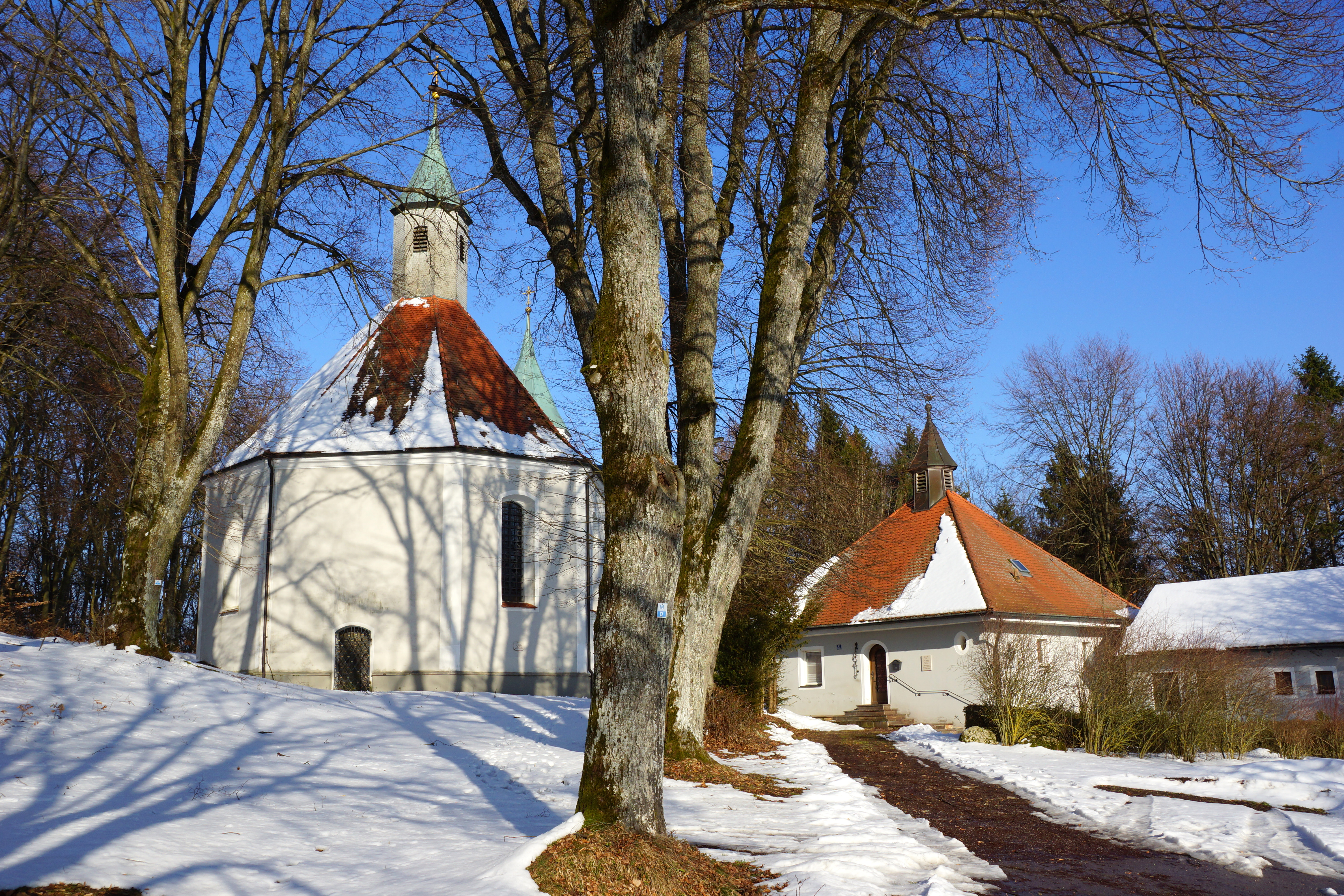
Herz Jesu (Velburg)

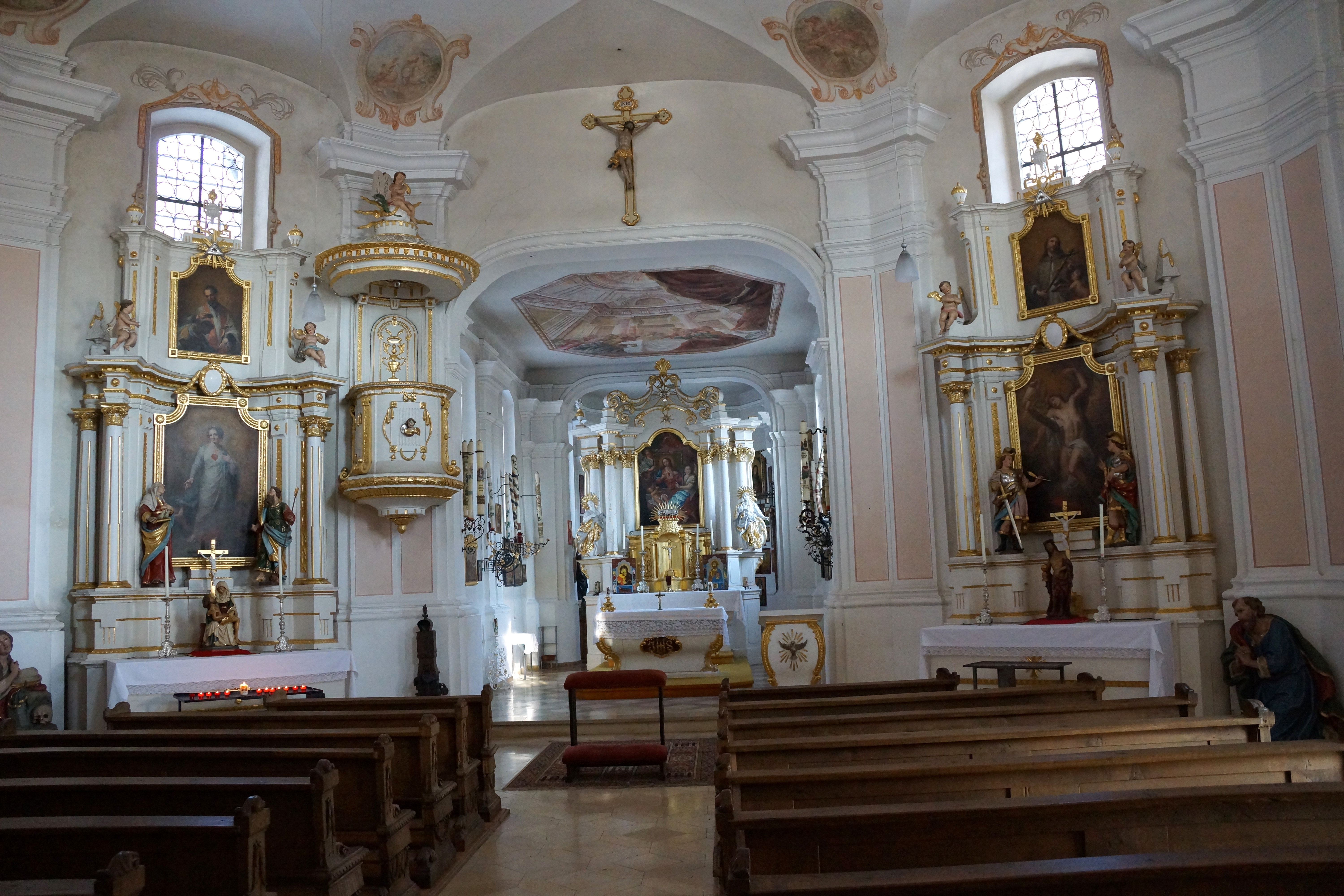
Innenansicht nach Osten

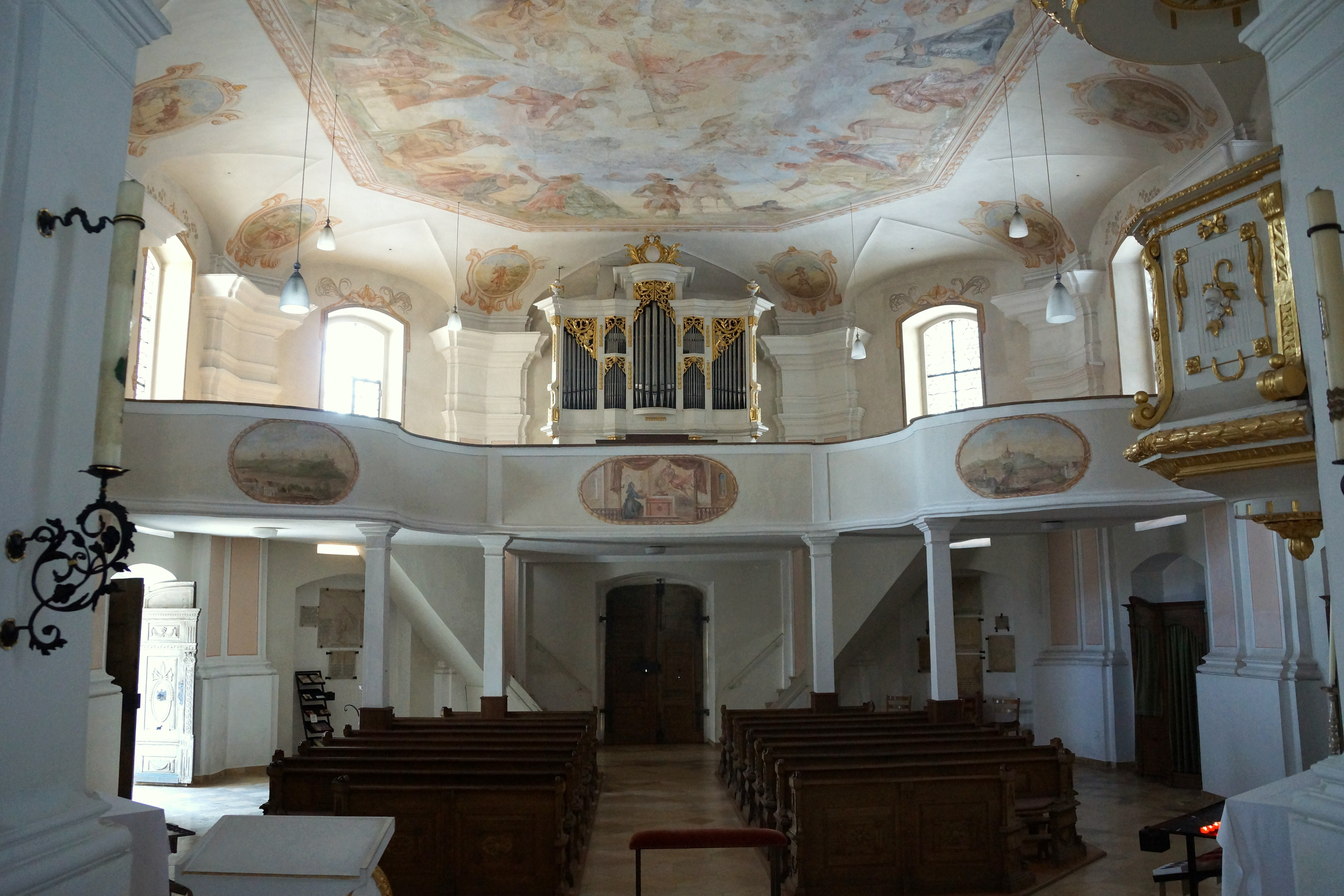
Innenansicht nach Westen

Die römisch-katholische Wallfahrtskirche Herz Jesu ist ein mehrfach erweiterter barocker Zentralbau in Velburg im Oberpfälzer Landkreis Neumarkt in der Oberpfalz. Sie gehört zum Bistum Eichstätt.

## Geschichte und Architektur
Die Wallfahrtskirche Herz Jesu liegt weithin sichtbar auf dem westlich von Velburg gelegenen Kreuzberg, der später Calvariberg genannt wurde und ist die einzige Wallfahrtskirche dieses Patroziniums in Bayern. Im Jahr 1723 wurde eine durch den Waldbruder Constantin gegründete Eremitenklause durch die aus dem rheinischen Erasbach stammenden Eremiten Frater Arsenius († 1756) und Frater Andreas Müller († 1769) erworben. In der Zeit um 1740 wurde eine Heilig-Grab-Kapelle erbaut, die 1770 nach Westen durch eine kleine dreijochige Saalkirche erweitert wurde, die den heutigen Altarraum bildet. Eine blühende Wallfahrt erforderte in den Jahren 1791/1792 eine nochmalige Vergrößerung durch den Velburger Bürgermeister und Bildhauer Joseph Däntl durch einen achteckigen Zentralbau. Eine Restaurierung wurde in den Jahren 1966–1971 vorgenommen. Der achteckige Ostturm mit Zeltdach wurde erst 1920 über der Grabeskapelle erbaut. Westlich daran schließen sich die heutige Sakristei und der Altarraum an, die durch eine flache Decke über einer toskanischen Pilastergliederung abgeschlossen sind. Die Sakristei ist als ehemaliger Chor leicht eingezogen und endet in einem dreiseitigen Schluss. Das leicht gestreckte Oktogon wird von einem niedrigen achteckigen Turm mit Zeltdach bekrönt.
Im Innern schließt eine Flachdecke über Vouten mit Stichkappen über einer Gliederung aus gekuppelten Pilastern mit Gebälkstücken den Raum ab. Die Deckenbemalung wurde 1795 von Lorenz Joseph Forster aus Kallmünz ausgeführt. Das große Deckengemälde mit einer Darstellung der Verehrung des Herzens Jesu durch die Stände der Erde ist von kartuschenartigen Medaillons mit biblischen Motiven umgeben und wurde bei der Restaurierung bis 1971 freigelegt. An der Emporenbrüstung sind Ortsansichten und die Begründerin der Herz-Jesu-Andacht, die heilige Margareta Maria Alacoque dargestellt. Das Deckengemälde im Chor zeigt eine Darstellung des Abendmahls von einem unbekannten Künstler.

## Ausstattung
Die einheitlich frühklassizistische Ausstattung stammt einschließlich der Türen, Kirchen- und Beichtstühle ebenfalls von Däntl. Die noble Fassung in Weiß und Gold der Altäre und Kanzel, die bei der erwähnten Restaurierung wieder hergestellt wurde, hat im Zusammenklang mit der hellen Beleuchtung eine freundliche Raumwirkung zur Folge.
Der Hochaltar wurde 1794 geschaffen und 1817 durch den Bildhauer Adam Bittner umgestaltet. Der sechssäulige Aufbau ist mit Seitenfiguren und einem Altarblatt des Herz Jesu aus der Mitte des 18. Jahrhunderts von Konrad Wild aus Amberg versehen.
Die ebenfalls beachtenswerten Seitenaltäre sind mit viersäuligen Retabeln in Empireformen mit künstlerisch wertvollen Altarblättern eines Münchner Künstlers ausgestattet und zeigen auf der linken Seite eine Herz-Maria-Darstellung mit Figuren der Heiligen Joachim und Anna, rechts den heiligen Sebastian mit Seitenfiguren der Heiligen Felix und Nabor.
Im Chor sind Votivbilder mit Stadtansichten von Landshut und Neumarkt (1785) sowie von Deining und Greding (1796) zu finden, weiterhin zahlreiche Votivkerzen, die teilweise bis auf das 19. Jahrhundert zurückgehen. An den westlichen Schrägseiten sind Kalksteinreliefs mit Inschriften zu finden, die von Frater Andreas Müller angefertigt wurden. In der Grabeskapelle sind lebensgroße Skulpturen des Leichnams Jesu, der heiligen Magdalena und Petrus aus der Mitte des 18. Jahrhunderts des Andreas Müller zu finden.

## Orgel

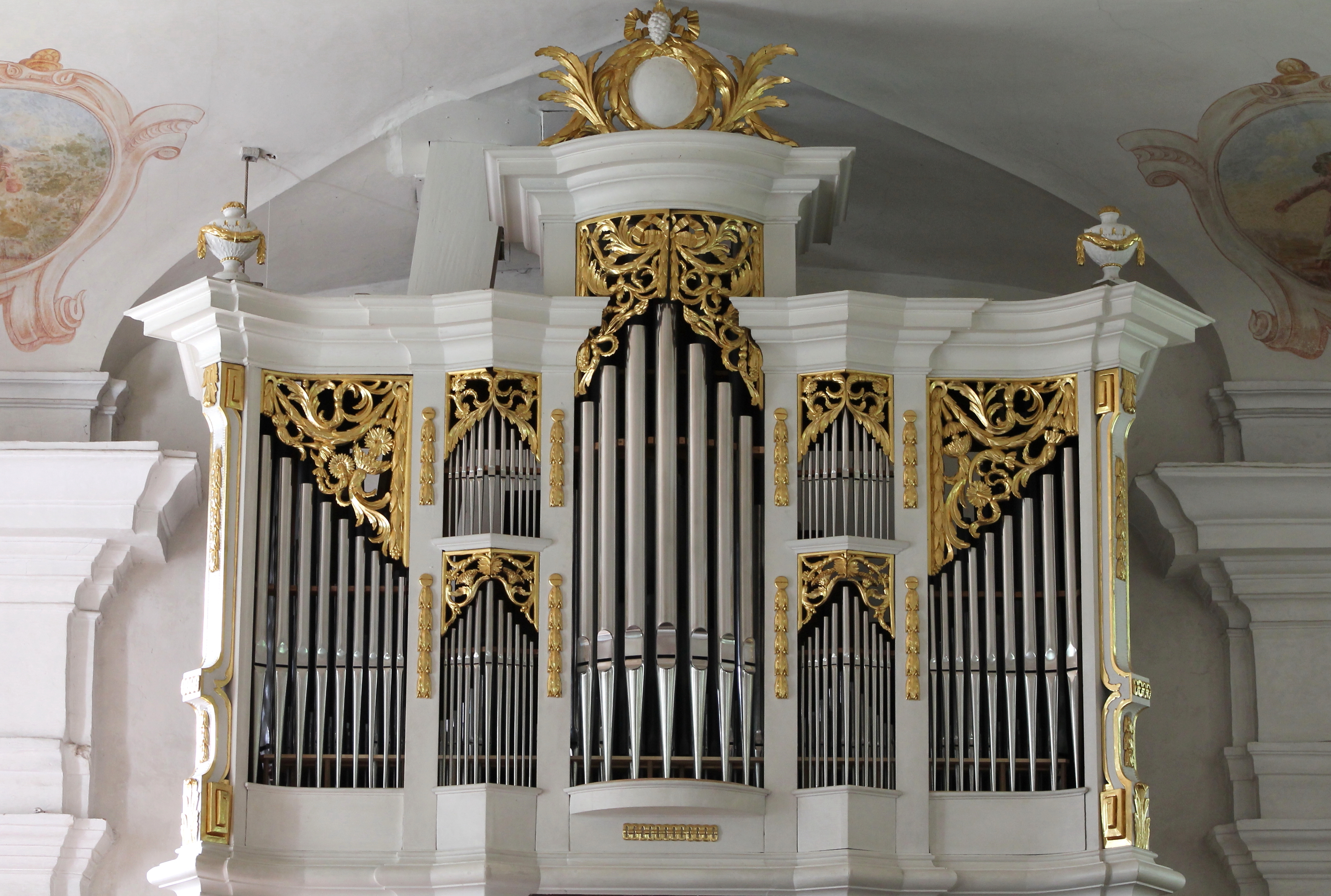
Orgel

Die Orgel ist ein Werk von Wilhelm Hepp aus Amberg (Schüler des Johann Adam Funtsch) aus dem Jahr 1803 mit 12 Registern auf einem Manual und Pedal. 1898 führte Ludwig Edenhofer einen Umbau durch, 1917 wurden die Prospektpfeifen kriegsbedingt ausgebaut. 1979 fand eine Generalsanierung durch Georg Jann statt. 2017 wurde sie durch die Firma Dlabal & Mettler in Bilsko aufwändig restauriert. Die heutige Disposition lautet:
| Manual |               |    |  |
| 1.     | Amorosa       | 8′ |  |
| 2.     | Coppel        | 8′ |  |
| 3.     | Salicional    | 8′ |  |
| 4.     | Viola         | 8′ |  |
| 5.     | Principal     | 4′ |  |
| 6.     | Gemshorn      | 4′ |  |
| 7.     | Dolia         | 4′ |  |
| 8.     | Quint         | 3′ |  |
| 9.     | Octave        | 2′ |  |
| 10.    | Mixtur IV–III | 1′ |  |

| Pedal, ans Manual angehängt |           |     |  |
| 11.                         | Subbass   | 16′ |  |
| 12.                         | Octavbass | 8′  |  |